# Eugène Gigout
Eugène Gigout (ur. 23 marca 1844 w Nancy, zm. 9 grudnia 1925 w Paryżu) – francuski kompozytor, organista i pedagog muzyczny.

## Życiorys
Jako dziecko kształcił się przy katedrze Notre-Dame-de-l’Annonciation w Nancy. Od 1855 roku uczył się w Paryżu w École de Musique Classique et Religieuse Louisa Niedermeyera, gdzie jego nauczycielami byli Camille Saint-Saëns i Gustave Lefèvre. W latach 1863–1885 oraz 1900–1905 sam był wykładowcą tej uczelni. Ożenił się też z córką Niedermeyera. Uczył gry na organach i fortepianie oraz harmonii i kontrapunktu, w 1885 roku założył własną szkołę. Do grona jego uczniów należeli Gabriel Fauré, André Messager i Léon Boëllmann. Od 1863 roku do śmierci pełnił funkcję organisty w paryskim kościele Saint Augustin. W 1911 roku został profesorem gry organowej w Konserwatorium Paryskim.
Występował z recitalami organowymi, koncertował we Francji, Niemczech, Włoszech, Szwajcarii i Hiszpanii. Przyjaźnił się z Césarem Franckiem, był pierwszym wykonawcą jego Chorału nr 3. W 1895 roku otrzymał order kawalera Legii Honorowej.
Uważany jest za odnowiciela francuskiej tradycji muzyki organowej. Skomponował kilkaset utworów organowych, zarówno o charakterze religijnym, jak i świeckim. Stosował rozwiązania harmoniczne nawiązujące do tonalności modalnej charakterystycznej dla chorału gregoriańskiego.